# Talgo

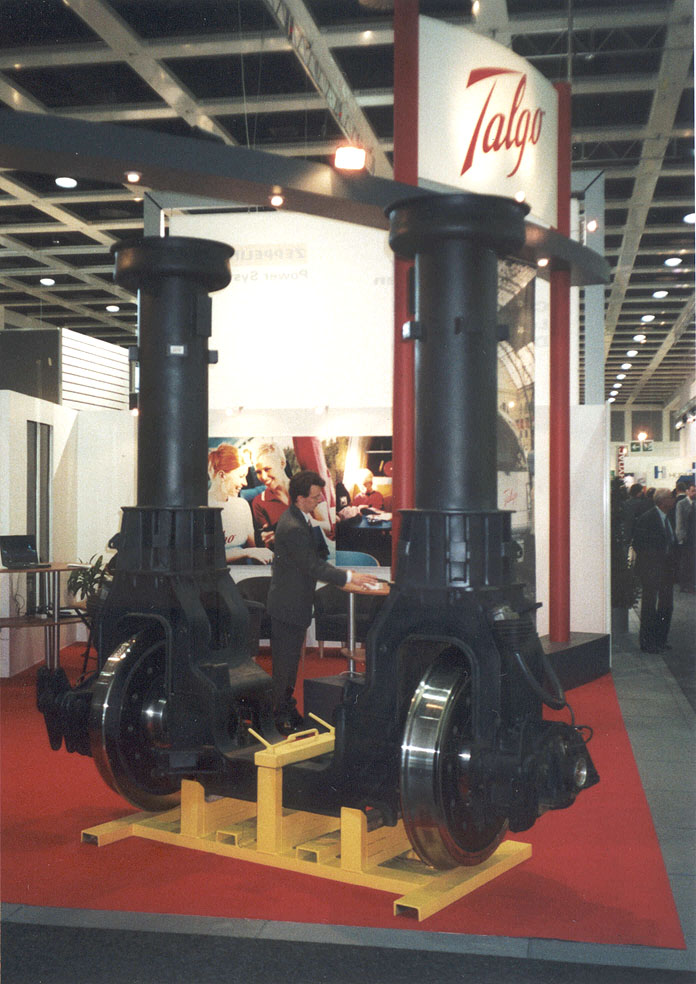
Podvozek Talgo se samostatně uloženými koly a vzduchovými pružinami na sloupech.

Talgo je označení španělského článkového vlaku s jednonápravovými podvozky. Původ názvu je ve španělštině – Tren Articulado Ligero Goicoechea Oriol, což v překladu znamená lehký kloubový vlak doplněné o jména zakladatelů společnosti: vynálezce Alejandro Goicoechea a mecenáš José Luis Oriol. Od roku 1950 existuje stejnojmenná firma vyrábějící tyto vlaky. Dnes tato firma působí na několika místech na světě a její produkce se zaměřuje i na jiné typy kolejových vozidel.

## Princip vlaků Talgo
Koncepce vlaků Talgo pochází z roku 1941. Zakladatel společnosti Alejandro Goicoechea se snažil docílit snížení hmotnosti vlaků. Z jeho návrhu vyšel vlak, který byl tvořen jednonápravovými vozy. U jednotlivých vozů (článků) bylo dvojkolí umístěno vždy v zadní části vozu (podle obvyklého směru jízdy) a přední část spočívala na předchozím voze. První vložený vůz se opíral o lokomotivu. Kromě úspory hmotnosti v pojezdové části, došlo k úsporám i na vozových skříních – vozy byly neobvykle nízké. Tento znak si udržely až do dnešních dob. Jelikož byly vozy opatřeny pouze zadními dvojkolími, měla dvojkolí v oblouku záporný úhel náběhu (úhel mezi ideální, tj. radiální a skutečnou polohou dvojkolí v oblouku), což přispívalo k nízkému opotřebení, větší bezpečnosti proti vykolejení a kvalitě chodu vůbec. Nevýhodou byla nemožnost jízdy vlaku opačným směrem (kromě posunu), soupravy bylo nutné v koncových stanicích otáčet.

Princip pojezdu původních souprav Talgo, složeného z jednonápravových podvozků

Dnešní vlaky Talgo se skládají z nejvýše 26 článků. Každý článek je opatřen jednonápravovým podvozkem, který se u spojených článků nachází mezi těmito články. Druhý konec článku spočívá na článku předchozím. Délka článků (vzdálenost mezi osami podvozků) činí 13,14 m. Krajní články jsou na koncích neseny také jednonápravovými podvozky umístěnými v obvyklém místě pod skříní článku. Tyto články jsou opatřeny nárazníky a šroubovkou, případně automatickým spřáhlem.
Podvozky jsou konstruovány s masivním rámem, který je nad koly vyklenutý vzhůru, zatímco mezi koly je prohnutý dolů, aby přechod mezi články byl v jedné úrovni s podlahou článků. Na rámu spočívají dva sloupy, na nichž jsou uloženy vzduchové membránové pružiny. Důsledkem takto vysoko uloženého vypružení je samočinné naklápění skříně vozidla v oblouku vlivem odstředivé síly, to je však vykoupeno nevýhodou absence primárního vypružení.
Vlaky nemají klasická dvojkolí. Náprava každého kola je opatřena na obou koncích ložisky a pomocí zvláštního mechanismu uložena v rámu podvozku. Tento mechanismus umožňuje změnu rozchodu, která je potřebná pro přechod na francouzskou železniční síť i na novou síť španělských vysokorychlostních tratí. Další výhodou tohoto řešení je zamezení sinusovému pohybu dvojkolí. Podvozky jsou vedeny mechanismem tvaru Z – z obou sousedních článků vycházejí stejně dlouhá táhla, která jsou spojena vahadlem, ke středu vahadla je kloubem připojen rám podvozku. To zaručuje radiální polohu dvojkolí v oblouku se všemi výše uvedenými výhodami. Dvojkolí krajních článků jsou také vedena táhly, jejich poloha je svázána s natočením sousedního článku.
Donedávna byly vlaky Talgo pouze taženými vozidly. V současné době jsou dodávány i ve variantách s krajními články opatřenými stanovištěm strojvedoucího, pohonnou jednotkou a dvounápravovým hnacím podvozkem – Talgo XXI s pohonem elektrickým nebo motorovým, nebo jako vysokorychlostní jednotka s nejvýše dvanácti články a krajními čtyřnápravovými elektrickými hnacími vozy odvozenými z německých ICE 1 a 2 – Talgo 350 patos, čili kachna.

## Vývoj v datech
- 1941 – 21. srpna španělský inženýr Alejandro Goicoechea úspěšně vyzkoušel ojedinělý způsob vedení dvojkolí kolejových vozidel. Mezi stanicemi Leganés a Villaverde dosáhl se zkušební soupravou (spíše jen konstrukcí) rychlosti 75 km/h

- 1942 – postaven první vlak Talgo I. Pohon obstarával podvozek s dieselovým motorem Ganz o výkonu 200 koňských sil. 28. října téhož roku byla založena společnost Talgo Patents S.A.

- 1950 – v březnu dorazila ze Spojených států amerických zásilka tří lokomotiv a 32 vozů Talgo II. Vlaky byly vyráběny firmou C.A.F. podle španělské dokumentace a pod španělským vedením. Od 14. července byly tyto vlaky nasazeny na trasu Madrid – Hendaye

- 1964 – v srpnu zahájily provoz soupravy Talgo III na trase Madrid – Barcelona. Lokomotivy ř. 2000 T jsou odvozeny z německé V 200.

- 1966 – v červnu dosáhla souprava Talgo III na trati Seville – Los Rosales rychlosti 200 km/h

- 1968 – v listopadu poprvé přijelo Talgo III RD (rodadura desplazable – měnitelný rozchod) s lokomotivou KM 3001 do Paříže

- 1969 – v červnu zahájen provoz na trase Barcelona – Ženeva

- 1972 – v lednu byly vyřazeny z provozu vlaky Talgo II. V květnu dosáhla lokomotiva 3005 T se soupravou Talgo III rychlostního rekordu motorových lokomotiv – 222 km/h

- 1974 – v květnu zařazeny do provozu spací vozy

- 1980 – 15. července zahájen pravidelný provoz vlaků Talgo Pendular se samočinným naklápěním. Stalo se na trati Madrid - Zaragoza

- 1986 – v červenci zvýšena nejvyšší dovolená rychlost vlaků Talgo na 160 km/h

- 1988 – úspěšné zkoušky ve Spojených státech a v Německu. V Německu dosaženo rychlosti 292 km/h.

- 1994 – vlaky Talgo nasazeny do pravidelného provozu ve Spojených státech a v Německu.Zahájeny zkoušky prototypu Talgo 350, na trati Madrid – Seville dosaženo rychlosti 303 km/h, v Německu 360 km/h

- 1995 – v dubnu vlaky Talgo 200 znovuzahájily osobní dopravu na trati Seattle – Vancouver

- 1996 – zkoušky v Rusku

- 1998 – v dubnu podepsána dohoda o spolupráci s firmou ADtranz (dnes Bombardier) na vývoji vysokorychlostní lokomotivy (350 km/h) a pohonu pro hnací článek Talgo BT

- 2001 – v březnu Talgo 350 překonalo rychlostní rekord španělských železnic – na trati Madrid – Sevilla dosáhlo rychlosti 359 km/h

- 2002 – v červenci ustavilo Talgo XXI nový rekord dieselové trakce – 256 km/h

- 2003 – v červenci byly dodány dvě soupravy Talgo Kazašským železnicím

- 2005 – v únoru zahájily provoz s cestujícími na vysokorychlostních tratích jednotky Talgo 350 (AVE S-102). V červnu téhož roku představila finská pobočka Talgo Oy projekt dvoupodlažní jednotky na principu Talgo XXI

## Jednotky
Existuje několik jednotek, které patří do rodiny Talgo, konkrétně:
- Talgo I,
- Talgo II,
- Talgo III,
- Talgo Pendular,
- Talgo VII,
- Talgo 8,
- Talgo 250,
- Talgo 250 Hybrid,
- Talgo 350,
- Talgo XXI,
- Talgo AVRIL.

### Talgo 250 (Alvia 130)

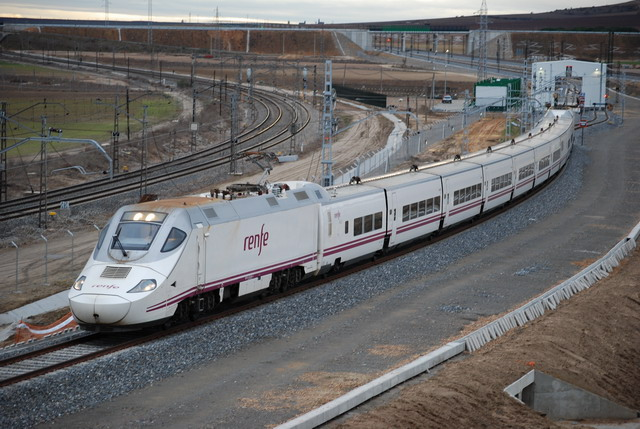
Jednotka Talgo 250

Talgo 250 je dvousystémová (25 kV ~ 50 Hz a 3 kV =) elektrická jednotka s maximální rychlostí až 280 km/h, ale v běžném provozu s cestujícími jezdí nejvýše 250 km/h. Jednotka se skládá z 11 vložených vozů shodných s vozy jednotek Talgo VII, a na každém konci má ještě jeden hnací vůz. Podvozky mají měnitelný rozchod, což ji umožňuje přejíždět z širokého rozchodu 1 668 mm na běžný 1 435mm. Změna rozchodu probíhá ve speciálním zařízení, a to za jízdy. Jednotku používají hlavně španělské železnice. Vzhledem k tvaru čela se vlaku se jednotce přezdívá patitos (káče).

### Talgo 250 Hybrid (Alvia S730)
Jednotky Talgo 250 Hybrid jsou upravené jednotky Talgo 250, v druhém a předposledním voze se nachází diesel agregát. Počet vozů pro přepravu cestujících byl snížen z jedenácti na devět, ale jednotka není závislá na trolejovém vedení.

### Talgo 350 (AVE S102)

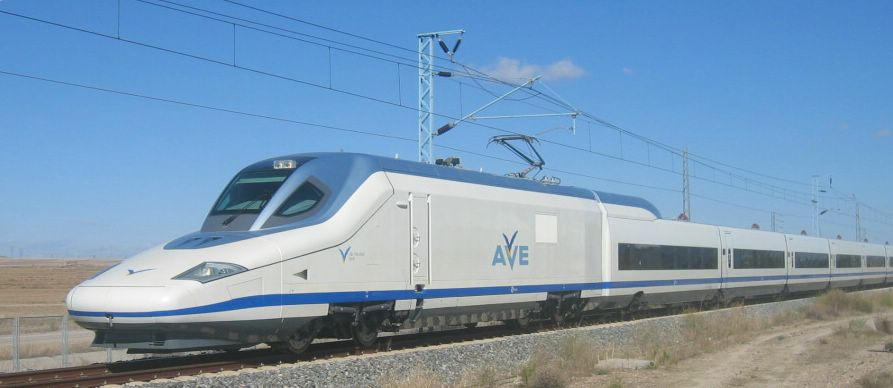
Jednotka Talgo 350

Talgo 350 je vysokorychlostní jednotka s konstrukční rychlostí až 350 km/h, ale s cestujícími dosahuje pouze rychlostí do 330 km/h. Stejně jako Talgo 250 se skládá z dvou hnacích vozů umístěných na obou koncích jednotky a několika vložených vozů typu Talgo VII s vylepšenými brzdami. I tato jednotka je primárně využívána ve Španělsku. Její přezdívka je patos (kachna).

## Obrázky

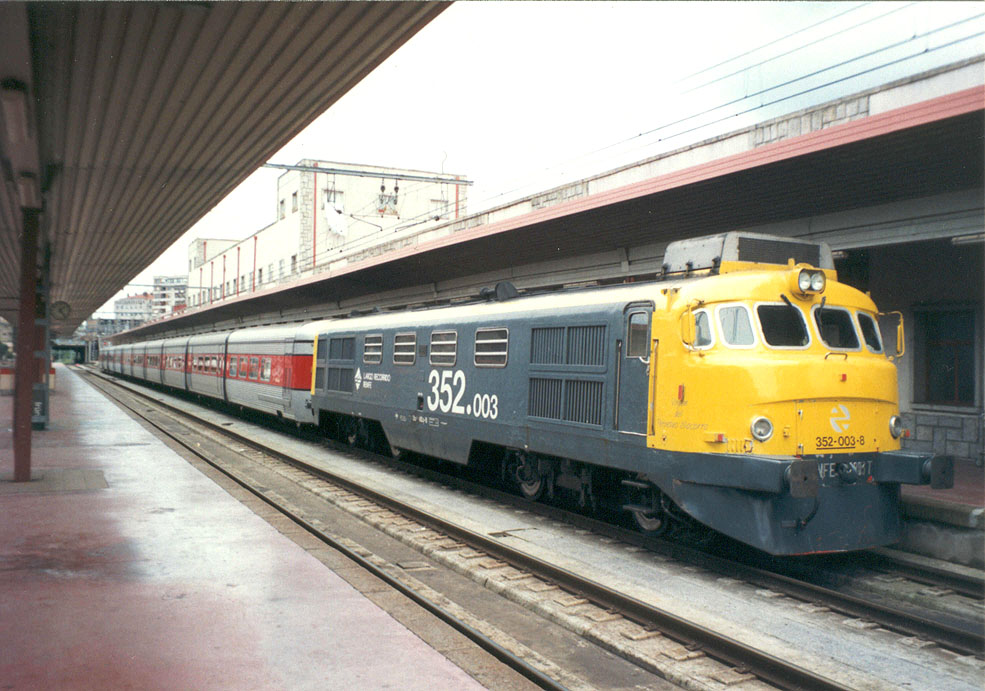
Talgo III s lokomotivou ř. 352 RENFE
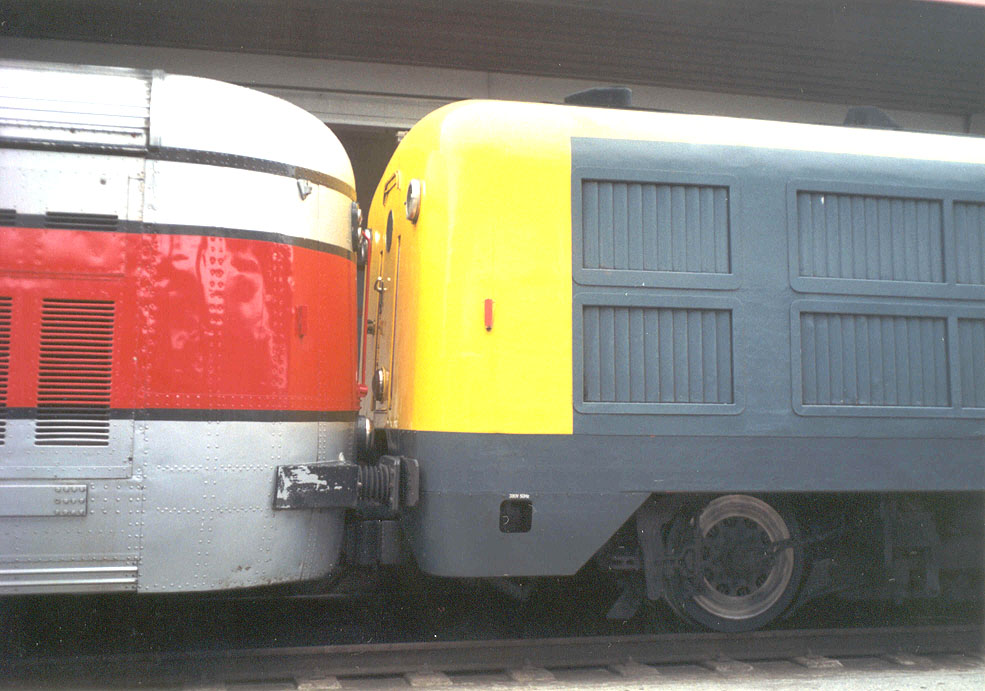
Těsné spojení
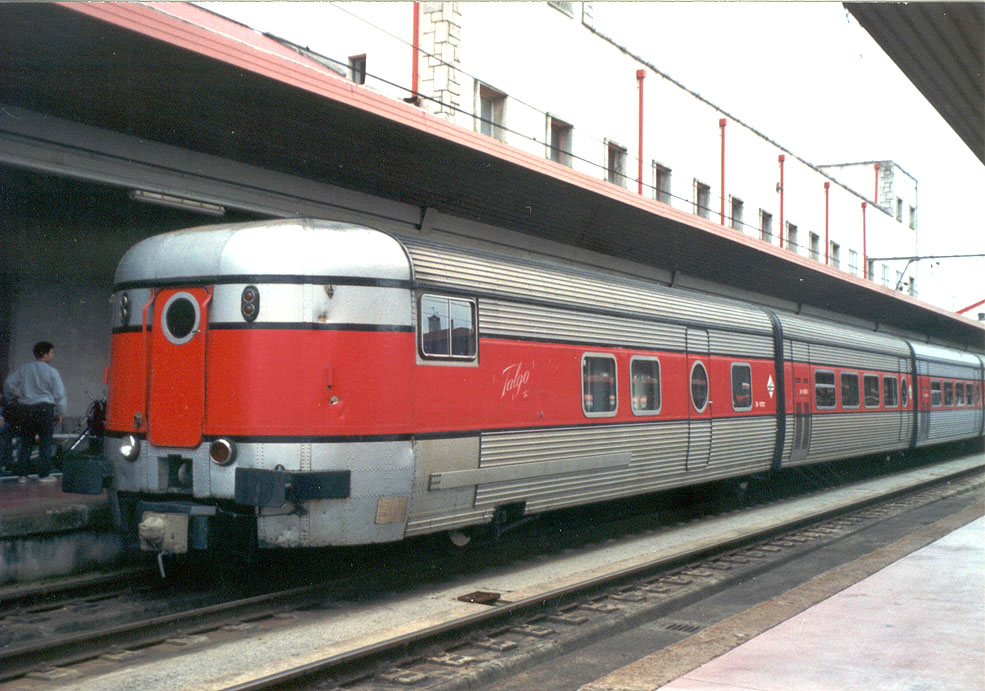
Zadní čelo se samočinným spřáhlem Scharfenberg

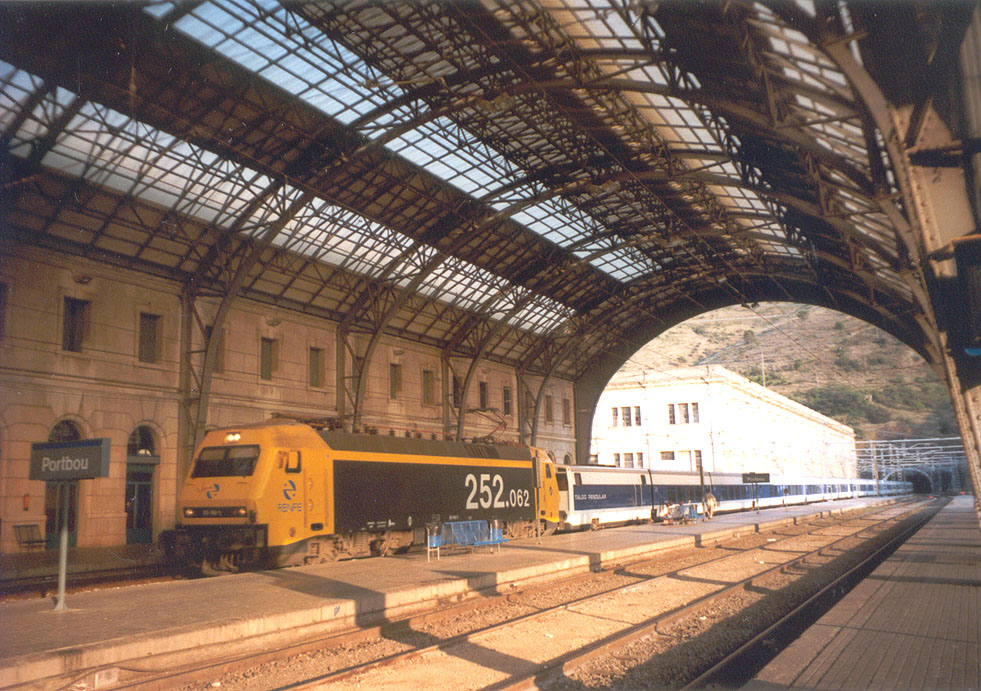
Talgo Pendular v Portbou (Španělský hraniční přechod do Francie u středomořského pobřeží)
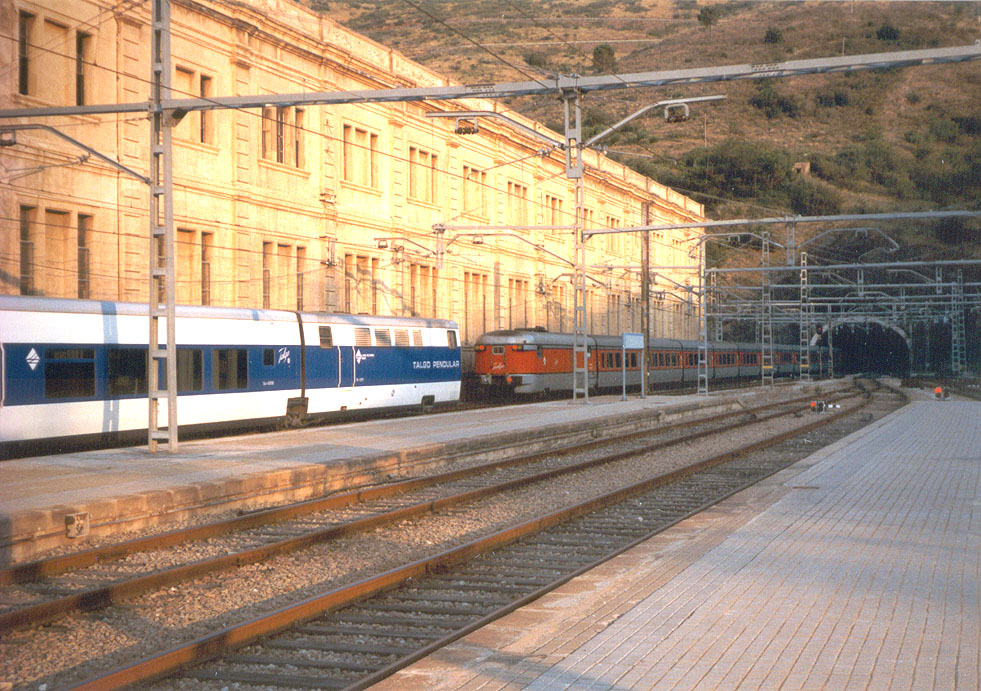
Talgo Pendular míjí Talgo III RD tamtéž
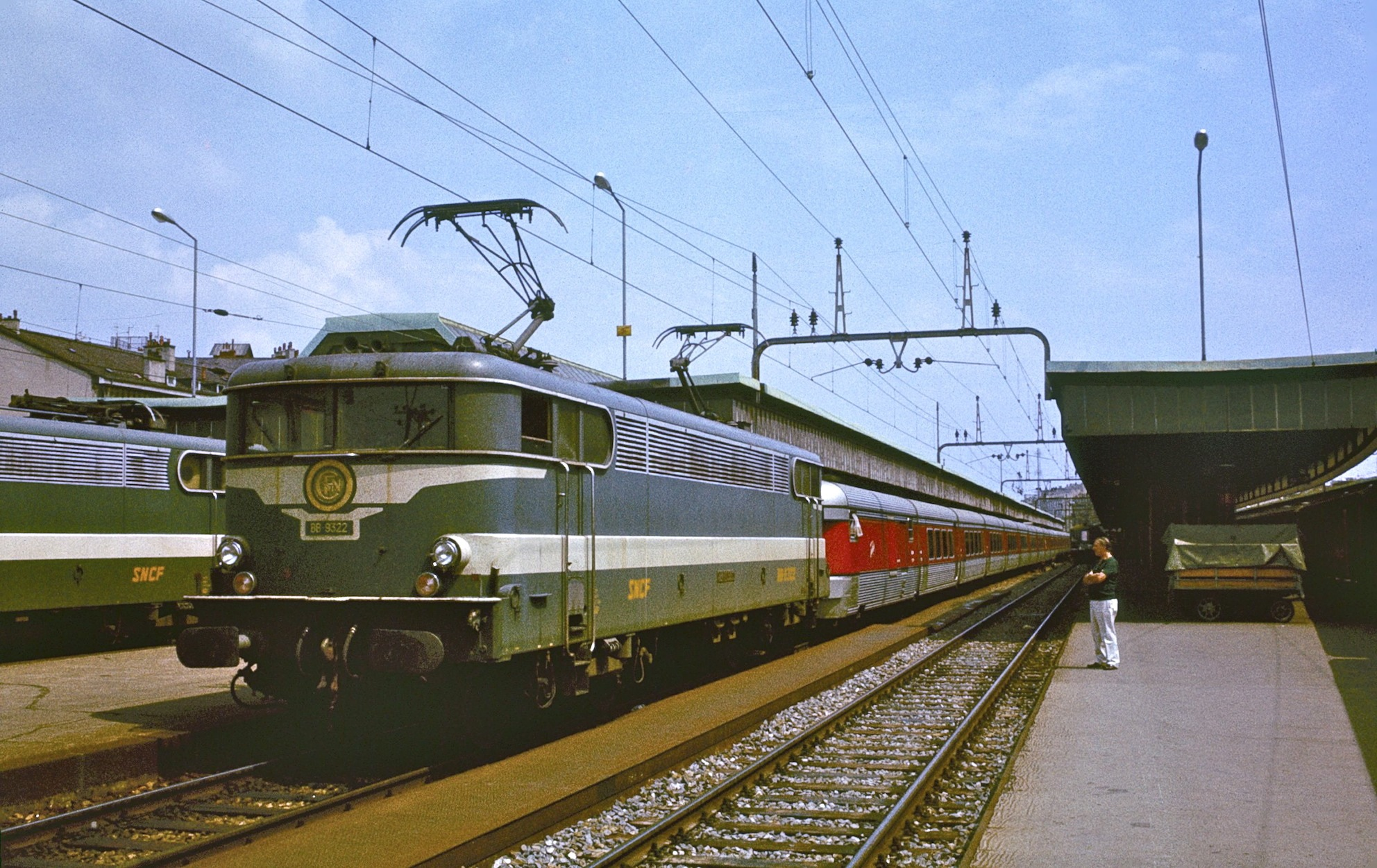
TEE Catalan Talgo v Ženevě v roku 1979

### Talgo při předváděcí jízdě v Praze v březnu 1991

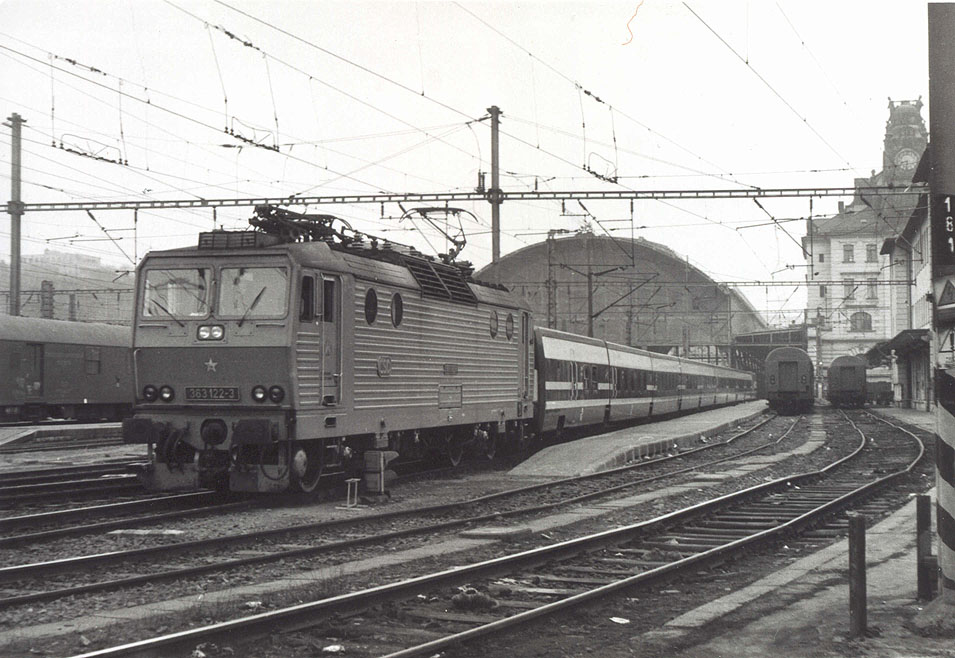
Talgo opouští hlavní nádraží
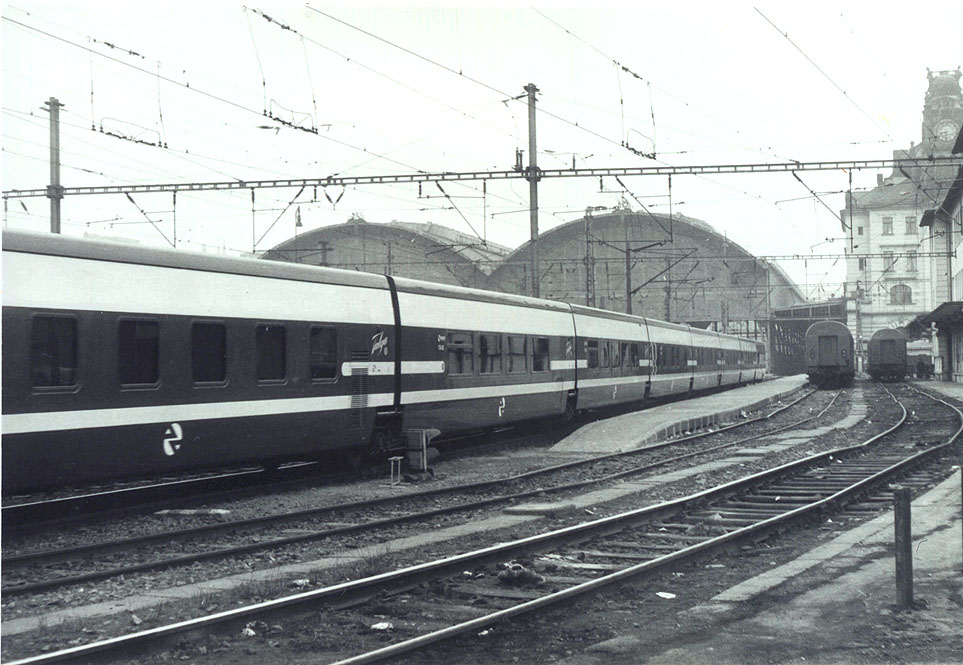
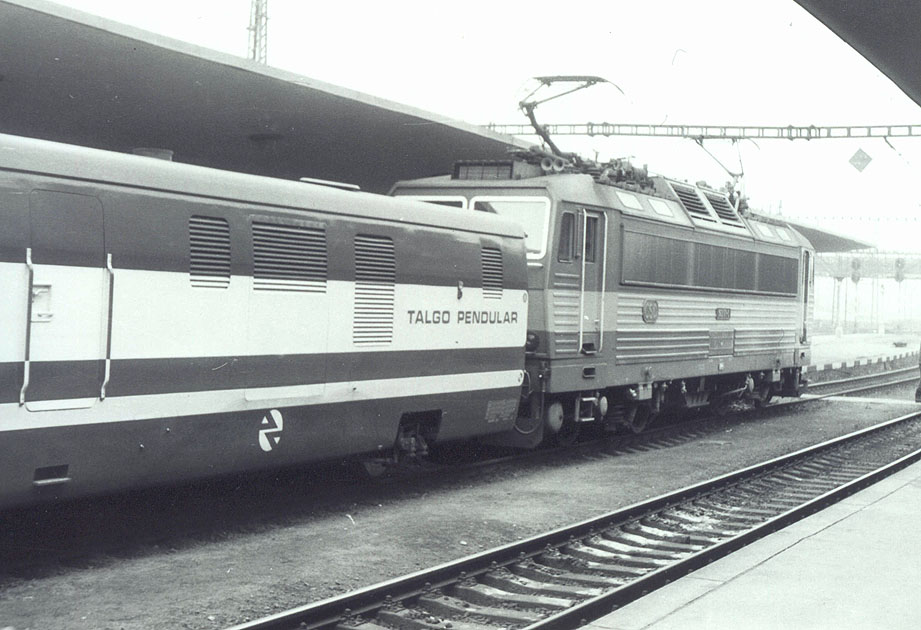
Smíchovské nádraží